# Sphenomorphus phuquocensis
Sphenomorphus phuquocensis — вид ящірок родини сцинкових (Scincidae). Описаний у 2020 році з музейного зразка.

## Поширення
Ендемік В'єтнаму. Відомий з єдиного зразка, який зібраний у 2003 році на острові Фукуок в Сіамській затоці (провінція Кьєнзянг на півдні країни).